# Micarea rhabdogena
Micarea rhabdogena är en lavart som först beskrevs av Norman, och fick sitt nu gällande namn av Johan Teodor Hedlund. Micarea rhabdogena ingår i släktet Micarea, och familjen Pilocarpaceae. Arten är reproducerande i Sverige.